# Carpiquet
Carpiquet è un comune francese di 2 390 abitanti situato nel dipartimento del Calvados nella regione della Normandia.

## Società

### Evoluzione demografica
Abitanti censiti